# Рилски манастир
 Тази статия е за манастира.  За парка вижте Рилски манастир (природен парк).  
Рилски манастир „Свети Йоан Рилски“ е ставропигиален манастир на Българската православна църква, сред най-значимите културни паметници в България, символ на страната, включен в Списъка на световното наследство на ЮНЕСКО.
Разположен е в Югозападна България, област Кюстендил, община Рила. Основан е през Х век от св. Йоан Рилски Чудотворец по горното течение на Рилска река.

## История
Сегашният манастир се намира в близост до село Пастра – недалеч от мястото на първоначалното му изграждане. Покрай него тече Рилска река. Това е най-големият манастир в България – 5 етажа, като видими са 4 от тях. Тази особеност на сградата се обяснява с ограниченията, наложени от османската власт през 1834 г., когато са строени сегашните сгради. В партерния етаж се разполага музеят.
Манастирът „Свети Йоан Рилски“ е построен в памет на Светеца много години по-късно. В двора на днешния манастир през 1335 г. е издигната отбранителна кула и малка еднокорабна черква от местния феодален владетел протосеваст Хрельо. Кулата е най-старата запазена сграда в манастирския комплекс. На върха на кулата се намира параклисът „Свето Преображение“ с ценни фрески от 30-те години на XIV век.
Цар Иван Шишман (1371 – 1393 г.) издава на 21 септември 1378 г. Рилската грамота, подписана и подпечатана със златен печат, с която дава на манастира като феодални владения 20 села, заедно със землищата им.
Още през 1402 г. османското правителство нарежда на кюстендилския кадия да потвърди съществуващите от по-рано права на обителта. Данъчен регистър от 1520 – 1521 г. изрежда поименно 21 живеещи там монаси. През 1469 г. с помощта на Мара Бранкович мощите на св. Йоан Рилски са пренесени обратно от Търново в Рилския манастир.
Още с основаването си манастирът става книжовно и просветно средище. Голяма педагогическа дейност в него развива Неофит Рилски, който през възраждането основава тук килийно училище. Манастирът дава подслон на велики български революционери, сред които Васил Левски, Ильо войвода, Гоце Делчев, Пейо Яворов и др.
През 1778 г. манастирът „Св. Йоан Рилски“ става жертва на стихиен пожар. Възобновен е през 1784 г. от Алекси Рилец, който през 1816 – 1819 г. проектира и строи източното, северното и западното крило. Значителна част от манастира е опожарена отново през 1833 г., като възстановяването му отново е извършено от Алекси под ръководството на тогавашния игумен Йосиф Строителя. През 1840 г. е изработен нов иконостас на църквата от Петър Филипов, Антон Станишев и Димитър Станишев.
Според свидетелства на посетили манастира през 1862 година американски мисионери, там има 350 монаси, а в навечерието на Великден в него пребивават и 400 гости.
Днес ансамбълът на манастира обхваща територия от 8800 m², от които 5500 m² застроена площ. Манастирските крила, изградени по различно време на 4 и 5 етажа, заобикалят от всички страни единствения двор във форма на неправилен петоъгълник.

### Набези и опустошавания
По време на османското владичество манастирът е слабо укрепен и бива честа жертва на набези. „... и мъчно било веке да се увардят такива пустинни монастире от главните и частните слодейства, от които и на сегашньото време еще страдат, а колми паче тогава“
- На 16 август 1778 г. манастирът е опустошен от разбойници. В лето от Христа 1778, месеца августа, 16 ден, освитающу четвертку, третий пут оплениха святий монастир преклетий арнаути 30 души, и изгориха до основания все здание, кроме пирга и церкве. Тогда бяше ридание и жалост, игоре и уви! Во время царя агарянскаго султан Хамида.[7]
- През 1818 г. манастирът е обновен изрядно, но през 1819 г. е заобиколен от 800 души редовна османска войска и ограбен[7].
- През 1821 г. след гръцката завера, манастирът е ограбен отново от редовната войска[7].
- На 12 януари 1833 г. манастирът изгаря след пожар: изгоре всикото здание монастирско кроме пирга и церкве[7].
- През лятото на 1846 г. десетина разбойници заколват петима от манастирския чифлик[7].

### Рилски конгрес на ВМОРО
Освен че манастирът е давал подслон, в него са се провеждали заседания. През октомври 1905 г. в манастира цял месец е траел Рилският конгрес – общ конгрес на Тайната македоно-одринска революционна организация (ВМОРО), на който се дава оценка на досегашната дейност на организацията на Илинденското въстание, а има и бурни дискусии относно бъдещето на ВМОРО. За председател на конгреса е бил определен изтъкнатият лидер Даме Груев, а в конгреса са участвали видни български революционери като Христо Чернопеев, Яне Сандански, Пере Тошев, Гьорче Петров, Борис Сарафов, Георги Попхристов, Петър Кушев, Мише Развигоров, Климент Шапкарев, Павел Христов, Добри Даскалов, Лазар Томов и др. След Рилския конгрес се стига до разцепление в Организацията, което става окончателно след героичната гибел на Груев през 1906 г.

## 1944 – 1989
На 22 юли 1961 г. Политбюро на ЦК на БКП взема решение Министерството на просветата и културата и Министерство на вътрешните работи да внесат предложение в Министерския съвет „Рилският манастир да се използва като държавен музей и се прекрати всякаква църковна дейност в него“. С Указ 403 на Президиума на Народното събрание от 11 октомври 1961 г. Рилският манастир е обявен за общонародна собственост и е възложено на Министерството на просветата и културата да го превърне в Национален музей. Манастирът е обявен за Национален музей „Рилски манастир“ и тържествено открит през 1965 г. Междувременно рилските монаси са преместени в Бачковския, Троянския и Преображенския манастир. През 1968 г. е разрешено на монасите да се завърнат в манастира и на 1 октомври 1968 г. те се завръщат в Рилския манастир.
През 1976 г. манастирът става национален исторически резерват, а от 1983 г. е културен паметник под егидата на ЮНЕСКО. С Постановление на Министерския съвет № 75 от 29 април 1991 г. се възстановява монашеският статут на Рилския манастир. На 3 май 1991 г. Седмото велико народно събрание със закон отменя указа от 1961 г.

## Паметник на културата
Рилският манастир, в т.число Хрельовата кула, църквата, манастирските сгради и църквата „Свети Лука“ са обявени през 1927 г. за „народна старина“ („Държавен вестник“, бр. 69 от 1927 г.).
През 1968 г. Хрельовата кула е обявена за архитектурно-строителен паметник на културата от Средновековието („Държавен вестник“, бр. 77 от 1968 г.).
На 7-ата сесия на Комитета за световно наследство към ЮНЕСКО, проведена от 5 до 9 декември 1983 г. във Флоренция (Италия), Рилският манастир е обявен за обект на световното културно наследство. В Рилския манастир се пазят ръкописи, старопечатни книги, документи от XIV век – XIX век, а в музея – много старинни предмети, като черковна утвар, жезли, икони, оръжия, монетна колекция и др.
През 1992 г. Рилският манастир; Гробът на Св. Йоан Рилски, включващ църквата „Успение на Св. Йоан Рилски“ и постницата Св. Йоан Рилски; Скитът „Свети Лука“, включващ църквите „Свети Лука“ и „Свети Покров Богородичен“ и килийното училище; метохът Орлица с църквата „Св. св. Петър и Павел“; и църквата „Успение Богородично“ са обявени за групови архитектурни, исторически и художествени комплекси от национално значение, а метохът Пчелино – за групов архитектурен и исторически комплекс от местно значение („Държавен вестник“, бр. 73 от 1992 г.)

## Манастирски сгради

### Манастирски комплекс
През хилядолетното си съществуване манастирът е сменял два пъти мястото си, бил е разрушаван и обновяван няколко пъти. През XIV в. е обновен от българския владетел Хрельо Драговол, като от този период е запазена кула с параклис „Преображение Господне“ и археологически останки от средновековната твърдина.
Днешните сгради на манастира датират от началото на ХІХ в., когато след стихиен пожар са били построени отново.

### Хрельовата кула с параклис „Преображение Господне“
През XIV в. манастирът е обновен от българския владетел Хрельо Драговол, като от този период е запазена средновековна кула с параклиса „Преображение Господне“, в който са съхранени ценни стенописи от XIV век.

### Църква „Рождество Богородично“
Църквата „Рождество Богородично" е католиконът на манастира. Средновековната църква, построена от Хрельо Драговол и назовавана Хрельова църква, е съществувала до 1834 г., когато по решение на манастирското братство е съборена и на мястото ѝ, а вероятно и върху част от нейните основи, е построена днешната съборна църква. Строежът на храма започва през 1835 г. и е завършен през 1837 г. Негов строител е първомайстор Павел Иванович от село Кримин, Сисанийска епархия, потомък на стар род строители. Църквата е от атонски тип – куполна базилика с пет кръстовидно разположени купола. От север и юг са прибавени два параклиса, посветени на свети Николай Мирликийски и на свети Йоан Рилски. Църквата няма притвор. Отвън от запад, север и юг едноетажна аркадна галерия изпълнява ролята на нартекс.
Стенописната украса на съборната църква е дело на най-изтъкнатите зографи от ХІХ в., между които са Димитър Христов Зограф, Захари Зограф и други самоковски зографи. Иконостасът е дело на Атанас Теладур от Самоков и Петър Гарка.

### Манастирски параклис „Рождество Христово“
Параклисът „Рождество Христово“ е най-големият от общо осемте параклиса в рамките на Рилската света обител и се използва за богослужения през зимния перод. 
Идеята за параклиса е от втората половина на XX век, но действията на комунистическия авторитарен режим по превръщане на манастира в музей и изгонването на монасите от Рилския манастир, спират изграждането на параклиса в чест на Рождението на Христос. Комунистите превръщат помещението, което е избрано за параклис, в киносалон.
През 2007 година започват дейности по възстановяване на параклиса по идея на игумена Адрианополски епископ Евлогий. От 2009 година параклисът е действащ. Иконостасът е дело на Ангел Атанасов и група студенти от Националната художествена академия, иконите са изрисувани от доц. Стефан Тъпанов, преподавател в НХА, а архиерейският трон, украсителната дърворезба и проскинитарият са изработени от дърворезбаря Владимир Златков. Подът на параклиса е изработен от архимандрит Серафим Динков (от 2014 година Неврокопски митрополит), който е ландшафтен архитект по образование.
Монаси от Зографския манастир подаряват на храма чудотворната икона на Божията Майка „Отрада, Утешение” - тя е поставена в предверието в дантелена ажурна дърворезбена рамка.

### Църква „Въведение Богородично“
Църквата „Въведение Богородично“ е гробищната църква на Рилския манастир, разположена южно от манастира.
Изградена е на три етапа. Първият строителен етап обхваща строежа на двуетажна църква-костница. Долният етаж представлява правоъгълно помещение, в което се съхраняват костите на монасите, горният етаж е еднокорабна църква с една апсида, слабо издадена извън източния зид, обширна олтарна част с пет ниши в стените и правоъгълен издължен наос. Иконостасът е дърворезбен и датира от XVIII или началото на ХІХ в. Стените на двуетажната църква са масивни, каменни. Църквата е строена вероятно преди средата на XVIII в. Изписана е през 1795 г., като ктитор е бил самоковският митрополит Филотей. През втория етап към втория етаж на църквата от запад е прибавена също двуетажна сграда, която в долния етаж е с масивни зидове, а в горния с паянтови. Тази част на строежа датира от края на XVIII или началото на ХІХ в. През третия етап от запад пред монашеските килии е изградена двуетажна галерия.

### Стара постница с църквата „Успение на свети Йоан Рилски“
На около 5 км източно от манастира се намира Старата постница, при която е изградена църквата „Успение на свети Йоан Рилски“. През 1746 г. там, където се издига днешната църковна сграда, е била построена църква над мястото, считано за място на първоначалния гроб на светеца. До църквата е пещерата-жилище на отшелника през Х в. През 1820 г. църквата е преизградена от основи като еднокорабна, едноапсидна сграда с преддверие до пещерата-постница. Църквата е масивна и засводена, със слепи куполи. През 1820 г. църквата е изписана изцяло, но днес стенописите са силно повредени.

### Нова постница – скит „Свети Лука“ с църквите „Свети Лука“ и „Покров Богородичен“
Църквата „Свети Лука“ е построена в края на XVIII в. на мястото на първоначалния параклис, издигнат в памет на племенника на свети Йоан Рилски. Сградата е еднокорабна, едноапсидна с обширен притвор. Тя е двуетажна, като под същинската църква има помещение с огнище и обширна зазидана част, чиято западна стена е със средновековен градеж. Предполага се, че това са останки от първоначалния параклис „Свети Лука“.
Градежът на църквата и приземието е каменен, масивен, като и двата етажа са засводени. Иконостасът, който сега се намира в НИМ, е дърворезбен, позлатен и богато изписан. Той датира от XVIII в. Наосът и притворът са изписани през 1799 г. по време на игумен Герасим, като ктитор е бил йеромонах Игнатий (Иван Калпакчи от Стара Загора). Стенописите в апсидата са от Тома Вишанов, а в наоса и притвора от зографи от Самоковската школа. В 1864 г. от западната страна на църквата е пристроено обширно преддверие, което я е свързало с училището, издигнато от Неофит Рилски.
В непосредствена близост северно от църквата „Свети Лука“, на по-високо издигната тераса, се намира църквата „Покров Богородичен", построена през 1805 г. от майсторите Михаил и Радоица от с. Рила, върху основи на по-стара църква – „Покров Богородичен“. Стенописите ѝ от 1811 г. са дело на Тома Вишанов Молера и други майстори от банската художествена школа.

### Постница „Свети Теодосий Търновски“
Теодосиева постница, посветена на св. Теодосий Търновски се намира на 1,5 км от манастира, по пътя за Старата постница. Състои се от църква и двуетажната жилищна сграда. Изградена е със средства на рилския инок Теодосий Рилец (19 декември 1914 – 18 август 1985) през 1956 г. Постницата остава недовършена поради изселването на монасите от манастира през 1961 г. Храмът е изграден от дялан камък, а в преддверието му са обособени две допълнителни помощни помещения. Изписан е от руския художник Николай Шелехов. Стенописите се реставрират през 2016 г. по време на лятната практика на Катедра „Реставрация“ – НХА

### Метох „Орлица“ с църквата „Св. св. Петър и Павел“
Рилският метох „Орлица“ се намира на десния бряг на река Рилска, на около 2,5 km източно от град Рила и 18 km от Рилски манастир.
Създаден е вероятно в средата на ХV век. В метоха „Орлица“ през 1469 г. пренощува тържествената процесия с мощите на Йоан Рилски, пренасяни от Търново в манастира.
Метохът представлява комплекс, състоящ се от църква, жилищни и стопански сгради. Църквата „Св. св. Петър и Павел“ е малка, еднокорабна култова сграда, построена е през 1478 г., изографисана през 1478 г. и цялостно през 1491 г. През 1863 г. е изписана наново от Никола Образописов – художник от Самоковската живописна школа, като са запазени част от средновековните стенописи (над входа и в апсидата).

### Метох Пчелино с църквата „Успение Богородично“
Рилският метох Пчелино се намира на около 4 km също югозападно от манастира. Метохът представлява комплекс, състоящ се от църква, жилищни и стопански сгради. Представителната му част се състои от неголяма жилищна сграда, разположена на югоизток от построената през 80-те години на XVIII в. еднокорабна едноапсидна църква „Успение Богородично“. Градежът е от камъни, споени с кал, таванът и иконостасът са дъсчени.
Ктитори на църквата са босненският митрополит Серафим и йеромонах Севастиан Рилски (техните ктиторски портрети се намират върху западната стена в наоса, вляво от вратата), а стенописите са дело на банския зограф Димитър Молеров, завършени, съгласно запазен ктиторки надпис, през март 1834 г. Интерес представлява многофигурната сцена на Страшния съд, разположена по цялата западна стена в преддверието на храма.
Царският ред икони, изписани през 1789 г. от Захарий Галатищки – Свети Йоан Рилски, Успение Богородично, Богородица Пантанаса, Свети Георги, Свети Йоан Кръстител и Христос Пантократор, се съхранява в Иконната галерия на Рилския манастир. Ктитор на тези икони е архимандрит Игнатий, който трябва да се различава от изобразения като дарител, монах със същото име в църквата при постницата „Свети Лука“ (1799).

## Богослужение в манастира
Според устава на манастира, в обителта се извършва всекидневно богослужение - сутрин и вечер. Сутрин се отслужва утринна и Света литургия, като началото на богослужението е в ранните часове (06:30 часа, в неделя и на големи празници - от 08:00). Вечерната служба е всеки ден от 17:00 часа. Традиция в манастира е по време на богослужение да се извършва поклонение пред раката с мощите на Йоан Рилски.
В навечерието на трите празника на Свети Йоан Рилски се извършват всенощни бдения по светогорски образец, които традиционно продължават до ранните часове. За традицията на бденията в обителта пише още през XIX век монах Неофит Рилския в своя труд „Описание на българския свещен Рилски манастир“:
„Бденията тук се извършват с велика тържественост и благолепие, и светлина от множество горящи свещи по всичките полилеи и на всичките свещници, и с пространни мусикийски черковни песнопения, и прочие.“
Службите се извършват в основния манастирски храм, с изключение на зимните месеци, когато богослужението е в параклиса „Рождество Христово“.

## Икона „Света Богородица Осеновица“ (Одигитрия)
Една от основните светини в Рилския манастир, наред с мощите на свети Йоан Рилски, е иконата „Света Богородица Осеновица“, която, според преданието на монасите от обителта, е чудотворна. От векове вярващи се стичат на поклонение пред този образ на Божията майка. За иконата се разказва в книгата „Чудесата на Св. Иван Рилски и чудотворната икона на Пресвета Богородица „Осеновица“, написана от рилския монах архимандрит Климент Рилец.
Иконата е от типа „Одигитрия“ - Пътеводителка, и датира от XII век. В иконата са вградени мощите на 32 светци, сред които свети апостол и евангелист Лука, светия праведен Лазар, възкресен от Христос, свети архидякон Стефан, свети Атанасий Велики, света Ирина, света Мария Магдалена, свети Андрей Критски, свети Пантелеймон, светите мъченици Сергий и Вакх.
Иконата се намира в главния манастирски храм, пред третата колона отляво. Два пъти в годината иконата се изнася от храма и с нея се прави литийно шествие - на светли петък след Възкресение Христово и на 1 август, когато започва Богородичният пост.

## Туризъм
Рилският манастир е сред Стоте национални туристически обекта на БТС. Открит е за посещения от 8 до 18 ч. всеки ден, печатът се намира в музея на манастира. Правенето на снимки в църквата и музея на манастира е забранено. Разрешено е снимането в двора на манастира.
В манастира може да се нощува. Обителта разполага със стаи за поклонници, които се намират в три от крилата на манастира.
През 2023 година в манастира е поставена метеорологична станция от Софийския университет, която за първи път ще следи постоянно промените на редица ключови климатични елементи в района, като температура, валежи, влажност, налягане и други. Данните от станцията са видими на официалната страница на манастира в реално време.

## Музей към Рилския манастир
Манастирът разполага с изключително богат, интересен и добре поддържан музей, който включва няколко обекта. Обектите могат да бъдат разгледани самостоятелно или с общ билет за всички:
- Църковно-исторически музей – в него посетителите могат да се запознаят с историята на манастира от неговото създаване до края на XIX век. Изложени са интересни експонати, включително оригиналите на първите учебници и учебни пособия на български език, създадени от монах Неофит Рилски, както и облеклата и оръжията на специалните пазачи на манастира - пандурите. Важен експонат е и Рафаиловият кръст, който е изработен от монах Рафаил и представлява неповторима творба на българската миниатюрна дърворезба[30];
- Музей „Манастирско стопанство“ – уникален за България музей[31], който през разходка из няколко помещения разказва как е било организирано стопанството и стопанските дейности на манастира. В тази част от музея се намират съхранените стара воденица на обителта, фурната за печене на хляб, уреди за дърводобив и пчеларство, както и голямата стара магерница, където се е приготвяла храна за поклонниците и за монасите от манастирското братство. В магерницата е запазен 22-метров комин с конусовидна форма, както и големите казани, в които в миналото монаси-магери са приготвяли благословените ястия за гостите на манастира по време на големи празници[32];
- Иконна галерия – в нея са изложени както икони от фонда на манастира, които са от периода XVIII – XIX век, така и портрети на всички 28 игумени на манастира от 1860 година до 2005 година. При проследяване на портретите ясно се вижда прекъсването на дейността на манастира – периодът, през който комунистическата власт затваря обителта[33].
- Етнографски експозиции – те включват експозиции на килими, носии и накити, които са подарявани на манастира през XVIII – XIX век. Предметите са дар от поклонници и от еснафски сдружения от различни части на българските земи[34];
- Етнографски гостни стаи (архондарици) – стаи, които са оформени със средства на жителите на населени места, поддръжащи активни връзки с манастира, с цел в тях да се настаняват поклонниците от тези места.[35] Стаите са с особено красиви дърворезбовани тавани, стенописна и декоративна украса са Копривщенската, Тетевенската и Чирпанската; Кюстендилската и Габровската също са включени в музейния комплекс.[36]
- Хрельовата кула – кулата може да бъде изкачена от посетителите, както и да бъде разгледан параклисът „Преображение Господне“ на нейния последен етаж[37].

## Селище
Рилският манастир има статут на отделно селище с население (по настоящ адрес) от 58 жители.

## Игумени на Рилския манастир
- Адрианополски епископ Евлогий 2006 –

## Личности, погребани в манастира
- Цар Борис ІІІ, погребан в църквата „Рождество Богородично“
- Неофит Рилски, погребан до църквата „Рождество Богородично“
- Джеймс Баучер, погребан в близост до Рилски манастир
- Хрельо (? – 1342), протосеваст на Неманичите
- Георги Юрий Славчев
- Васил Вазов
- Митрополит Симеон Западно и Средноевропейски, погребан в монашеското гробище на Рилския манастир

## Известни монаси
- архимандрит Евгений
- монах Наум
- монах Йоасаф
- архимандрит Методий
- монах Наум
- йеромонах Бонифаций
- архимандрит Евгений Гунев
- архимандрит Самуил
- архимандрит Софроний
- архимандрит Климент Рилец
- йеромонах Паисий от с. Бобошево
- Синесий Скопски
- Митрополит Авксентий Пелагонийски
- Левкийски епископ Варлаам
- Галактион (р. 1946), игумен (1982 – 1985), по-късно старозагорски митрополит
- Геласий (1933 – 2004), игумен (1977 – 1982), по-късно нюйоркски митрополит
- Арсений (Чакандраков) (1932 – 2006), по-късно пловдивски митрополит
- Авксентий Битолски (1850 – 1919), по-късно велешки и битолски митрополит
- Серапион Коласийски, рилски игумен, впоследствие епископ на Кюстендил през втората половина на XVIII в.
- Аверкий Попстоянов (1803 – 1881)
- Неофит Рилски (1793 – 1881)
- Авксентий Велешки (1798 – 1865), по-късно мостарски и велешки митрополит
- Йосиф Строителя (1766 – 1860)
- йеросхимонах Спиридон Габровски (1740 – 1824)
- Йосиф Брадати (1682 – 1759)
- Иван Рилски, св. (неизв. – 946)
- йеромонах хаджи Агапий
- схимонах Павел Светогорец
- монах Севастиян
- хаджи Никита
- монах Васо Зашев
- йеромонах Николай Шелехов (1912 – 1981) – иконописец
- Първият западно- и средноевропейски митрополит Симеон (1926 – 2016)

## Известни ктитори
- Вълко Чалъков
- Петко Доганов

## Други
На Рилската обител е наречена улица в квартал „Васил Левски“ в София (Карта).

## Галерия
- Хрельовата кула
- Самоковската порта
- Дупнишката порта
- В главната църква
- Богато украсеният таван на главната църква
- Главната църква
- Св. Иван Рилски – стенопис в главната църква
- Поглед отвътре
- Манастирският комплекс отвън
- Вътрешният двор
- Св. Архангел Михаил – Рилски манастир
- Стенопис – Рилски манастир
- Гробът на Неофит Рилски в двора на Рилския манастир
- Гробът на св. Иван Рилски край Рилския манастир
- Гробът на Джеймс Баучер край Рилския манастир
- Пещерата на св. Иван Рилски